# Fujian (meteoryt)
Fujian – meteoryt żelazny znaleziony w chińskiej prowincji Fujian. Meteoryt Fujian jest drugim meteorytem znalezionym w tej prowincji. Jego masa i data znalezienia nie są znane.